# Électropicales
Electropicales c'est le plus grand festival de musique électronique, rap de l'Océan Indien, organisé à Saint-Denis de La Réunion, chaque année en octobre et depuis 2009, par Thomas Bordese. C'est un festival novateur basé sur l'émergence des nouveaux styles musicaux et des arts visuels contemporains, qui en fait une expérience unique sur L'Île de la Réunion.
Le festival accueille des têtes d'affiches historiques de la musique électronique tel que Jeff Mills, Carl Craig, Vitalic, Sexy Sushi, Agoria, Scan X, Acid Arab, Bambounou, Erik Rug, DJ AZF ainsi que des piliers de la scène rap francophone moderne : Hamza, Kekra, Jok'air, Chich.
Mais surtout une programmation locale qui révèle au grand public l'expérience novatrice et conceptuelle de la musique créée à la Réunion : Pangar, Boogz Brown, Steez&Sully, Da Skill, DJ Dan Wayo, Vi Russe, Kisling, Nina Kurtys, Agnesca, Kid Kreol & Boogie, DJ Konsöle, et tellement d'autres..
Des sonorités à découvrir, exclusives à l'Île de La Réunion qui culturellement ne cesseront de vous surprendre !